# Srčani zastoj
Kardiogeni šok nastaje zbog akutnog popuštanja srca, koje se karakterizira malim sistoličkim volumenom krvi (količina krvi koju srce izbaci u toku jedne sistole) i nemogućnošću postizanja zadovoljavajućeg minutnog volumena srca.
Svaki faktor koji potiskuje rad srca može izazvati kardiogeni šok. Uobičajen razlog kardiogenog šoka jest infarkt srca. Kada jednom kardiogeni šok započne tada prognoza nije dobra i stopa smrtnosti iznosi 60-80%. Kad sposobnost srca da tjera krv naglo i previše oslabi, srčani minutni volumen i sistolički krvni tlak pada, a simpatički živčani sustav se aktivira uzrokujući sužavanje krvnih žila u nevitalnim organima i nevitalnim dijelovima tijela te se pojačava brzina rada srca (nastupa tahikardija). Ukupni učinak jest povećanja minutnog srčanog volumena i pojačanje protoka krvi u vitalnim organima. 
Srce se trudi očuvati što bolji protok u koronarnim i moždanim krvnim žilama. Međutim, u određenim slučajevima kompenzacijski mehanizmi nisu dovoljno djelotvorni pa dolazi do loše cirkulacije u mozgu i živčana simpatička stimulacija slabi što usporava rad srca. Također, predugi period loše cirkulacije u nekim perifernim tkivima rezultira slabljenjem vazokonstrikcije, krvne žile se otvaraju i krv počinje ulaziti u nevitalne organe, nauštrb vitalnim. Krv se zbog mirovanja u krvnim žilama počinje zgušnjavati, dolazi do začepljenja kapilara. Krvni tlak pada, te se ulazi u područje ireverzibilnog šoka. Tkiva ostaju bez kisika, te počinju umirati. 
Kada je ključni uzrok šoka zatajenje srca minutni volumen i krvni tlak niski su zbog gubitka snage srca kao crpke. 
Najbolji lijek u ovakvim situacijama jest onaj lijek koji stimulira rad srca i selektivno modificira periferni otpor kako bi se povećao dotok krvi u vitalne organe (srce, mozak, pluća, jetra, bubrezi). U takve svrhe služe srčani stimulatori.